# Hans Christian Høier
Hans Christian Høier (7. juli 1919 i København – 6. januar 2003) var en dansk maler, grafiker og skulptør.

## Uddannelse
Høier aflagde svendeprøve som bygningsmaler 1940 og var derefter elev på Viggo Brandts malerskole (1940-1942). I 1942 blev Høier optaget på Det Kongelige Danske Kunstakademis Malerskole, Grafiske skole og Frescoskole under professor Kræsten Iversen, professor Axel Jørgensen og professor Elof Risebye, hvorfra han tog afgang i 1949.

## Karriere
Høier havde sin officielle debut på Charlottenborg Forårsudstilling og Kunstnernes Efterårsudstilling i 1943. Høier har siden udstillet og udsmykket over det meste af Danmark og han er repræsenteret blandt andet på Statens Museum for Kunst, Lolland-Falsters Stiftsmuseum, Nasjonalgalleriet i Oslo, Helsinki Museet i Finland, Pusjkin-Museet i Moskva, New Jersey Universitetet i USA samt Bratislava Museet i Slovakiet. I 1950erne var Høier medarbejder ved  Aksel Salto genskabelse af Sonnes frise på Thorvaldsens Museum

## Værker
Hans Christian Høier står blandt andet bag det store springvand i Tivoli, hvor vandet løber opad.
I Birkerød har han i Hovedgaden følgende 3 kunstværker:
Proppen - ved værtshuset Proppen.
Tidens Tand - Som hænger over Madsens Passage.
Læse Hesten - Som hænger på "Irma torvet" ved boghandleren.
I Bistrup Kirke, Birkebakken 1 i Birkerød har Hans Christian Høier udført udsmykningen af både altervægen og de to side-vægge til altervæggen - med motiver i hårdtbrændte (sorte) sten og enkelte gule sten indmuret i det ellers røde murværk - samt en dekoration i begge sider af væggen ind til indgangen til kirkens kapel.

## Undervisning og elever
Hans Christian Høier underviste siden 1950 i mange år i tegning og maling i Birkerød samt på Glyptoteket i København.
- Musikeren og kunstneren Lars H.U.G. var elev hos Høier fra 1970 til 1973.[2]

- Tróndur Patursson
- Svend Danielsen - Maler

## Privat
Den 7. april 1956 giftede Høier sig med Karen Bro Rasmussen i Bispebjerg sogn, Københavns amt.
Høier var i mange år og indtil sin død bosat i Birkerød nord for København.